# Listă de filme de groază din 2009
Aceasta este o listă de filme de groază din 2009.
| Titlu                                           | Regizor | Distribuție                                                                        | Țara                                                                               | Note                   |
| ----------------------------------------------- | --- | ---------------------------------------------------------------------------------- | ---------------------------------------------------------------------------------- | ---------------------- |
| Aa Intlo                                        | |                                                                                    | India                                                                              | [ 1 ]                  |
| A Blood Pledge                                  | Lee Jong-yong | Son Eun-seo, Jang Kyeong-ah, Song Min-jeong, Oh Yeon-seo, Yoo Shin-ae              | Coreea de Sud                                                                      | [ 2 ]                  |
| Abduction                                       | John Orrichio | Tony Rugnetta, Christy Callas Deana Demko                                          | Statele Unite ale Americii                                                         | [ 3 ]                  |
| Abundant Sunshine                               | |                                                                                    | Statele Unite ale Americii                                                         | [ 4 ]                  |
| Agyaat                                          | Ram Gopal Verma | Adesh Bhardwaj, Rasika Dugal, Joy Fernandes                                        | India                                                                              | [ 5 ]                  |
| Air terjun pengantin                            | Rizal Mantovani | Tamara Blezinski, Marcel Chandrawinata, Tyas Miraish                               | Indonezia                                                                          | [ 6 ]                  |
| Albino Farm                                     | Sean McEwen, Joe Anderson | Tammin Sursok, Sunkrish Bala, Chris Jericho                                        | Statele Unite ale Americii                                                         | [ 7 ]                  |
| All About Evil                                  | Joshua Grannell | Thomas Dekker, Cassandra Peterson, Mink Stole,                                     | Statele Unite ale Americii                                                         | [ 8 ]                  |
| Antichrist                                      | Lars von Trier | Willem Dafoe, Charlotte Gainsbourg                                                 | Polonia · Germania · Suedia · Franța · Danemarca                                   | [ 9 ]                  |
| Are you Scared 2                                | John Lands, Russell Appling | Kathy Gardiner, Adrienne Hays, Chad Guerrero                                       | Statele Unite ale Americii                                                         | [ 10 ]                 |
| Basement Jack                                   | Michael Shelton | Eric Peter-Kaiser, Michele Morrow, Sam Skoryna                                     | Statele Unite ale Americii                                                         | [ 11 ]                 |
| Bedtime Ghost Tales                             | J.R. Thomas |                                                                                    |                                                                                    | [ 12 ]                 |
| Bigfoot                                         | Bob Gray | Brooke Beckwith, Van Jackson, Shawn Kipp                                           | Statele Unite ale Americii                                                         | [ 13 ]                 |
| Bikini Frankenstein                             | | Jayden Cole, Christine Nguyen, Brandin Rackley                                     | Statele Unite ale Americii                                                         | Comedy horror          |
| Birdemic: Shock and Terror                      | James Nguyen | Whitney Moore, Janae Caster, Colton Osborne                                        | Statele Unite ale Americii                                                         | [ 15 ]                 |
| Bikini Girls on Ice                             | Geoff Klein | Cindel Chartrand, Danielle Doetsch, Suzi Lorraine                                  | Statele Unite ale Americii                                                         | [ 16 ]                 |
| Black Devil Doll                                | Jonathan Lewis | Heather Murphy, Natasha Talonz, Christine Svendsen                                 | Statele Unite ale Americii                                                         | [ 17 ]                 |
| The Black Waters of Echo's Pond                 | Gabriel Bologna | Danielle Harris, Mircea Monroe, Adamo Palladino                                    | Statele Unite ale Americii                                                         | [ 18 ]                 |
| Bleed with Me                                   | |                                                                                    | Statele Unite ale Americii                                                         | [ 19 ]                 |
| The Bleeding                                    | Charles Picerni | Vinnie Jones, Michael Madsen, DMX                                                  | Statele Unite ale Americii                                                         | [ 20 ]                 |
| Blood Creek                                     | Joel Schumacher | Dominic Purcell, Henry Cavill, Michael Fassbender                                  | Statele Unite ale Americii                                                         | [ 21 ]                 |
| Blood: The Last Vampire                         | Chris Nahon | Masiela Lusha, Colin Salmon, Gianna Jun                                            | Franța · Hong Kong                                                                 | [ 22 ]                 |
| Blood Moon Rising                               | Brian Skiba | Ron Jeremy, David C. Hayes, Davina Joy                                             | Statele Unite ale Americii                                                         | [ 23 ]                 |
| Blood Red Moon                                  | Scott Patrick | Sarah Lavrisa, Matthew Rogers, Mark Courneyea                                      | Canada                                                                             | [ 24 ]                 |
| Blood Ties                                      | Nathaniel Nose | Blair Wojcik, Jason Carter, DJ Perry                                               | Statele Unite ale Americii                                                         | [ 25 ]                 |
| Bloodbath in the House of Knives                | Ted Moehring |                                                                                    | Statele Unite ale Americii                                                         | [ 26 ]                 |
| Breaking Nikki                                  | Hernán Findling | Maria Ines Alonso, Maxime Seugé, Oliver Kolker                                     | Argentina                                                                          | [ 27 ]                 |
| Burning Bright                                  | Carlos Brooks | Briana Evigan, Meat Loaf, Mary Rachel Dudley                                       | Statele Unite ale Americii                                                         | [ 28 ]                 |
| The Burnt House                                 | Adam Ahlbrandt | Lily Ahlbrandt, Joe Hiate, Monica Knight                                           | Statele Unite ale Americii                                                         | [ 29 ]                 |
| Cabin Fever 2: Spring Fever                     | Ti West | Rider Strong, Michael Bowen, Noah Segan                                            | Statele Unite ale Americii                                                         | [ 30 ]                 |
| Carriers                                        | Alex Pastor, David Pastor | Lou Taylor Pucci, Chris Pine, Piper Perabo                                         | Statele Unite ale Americii                                                         | [ 31 ]                 |
| Case 39                                         | Christian Alvart | Renée Zellweger, Ian McShane, Adrian Laster                                        | Canada                                                                             | [ 32 ] [ 33 ]          |
| Chawz                                           | Shin Jung-won | Jeong Yu-mi, Yun Je-mun, Uhm Tae-woong                                             | Coreea de Sud                                                                      | [ 34 ]                 |
| The Chosen One                                  | Theodore Collatos | Arthur Collins, Carolina Monnerat, Sam Porretta                                    | Statele Unite ale Americii                                                         | [ 35 ]                 |
| Children of the Corn                            | Donald P. Borchers | David Anders, Kandyse McClure, Preston Bailey                                      | Statele Unite ale Americii                                                         | [ 36 ]                 |
| The Collector                                   | Marcus Dunstan | Josh Stewart, Michael Reilly Burke, Andrea Roth                                    | Statele Unite ale Americii                                                         | [ 37 ]                 |
| Contagio                                        | Steve Sessions | Luc Bernier, Isabelle Stephen, Tim Tanner                                          | Statele Unite ale Americii                                                         | [ 38 ]                 |
| Creature of Darkness                            | Mark Stouffer | Siena Goines, Kevin Alejandro, Sanoe Lake                                          | Statele Unite ale Americii                                                         | Science fiction horror |
| Dark and Stormy Night                           | Larry Blamire | Jennifer Blaire, Daniel Roebuck, Dan Conroy                                        | Statele Unite ale Americii                                                         | Comedy horror          |
| Dark Mirror                                     | Pablo Proenza | Lisa Vidal, David Chisum, Lupe Ontiveros                                           | Statele Unite ale Americii                                                         | [ 41 ]                 |
| Dark Moon Rising                                | Dana Mennie | Chris DiVecchio, Sid Haig, Lin Shaye                                               | Statele Unite ale Americii                                                         | [ 42 ]                 |
| Dead by Dawn 2: The Return                      | |                                                                                    | Statele Unite ale Americii                                                         | [ 43 ]                 |
| Deadly Little Christmas                         | Novin Shakiba | Felissa Rose, Monique La Barr, Leah Grimsson, Jed Rowen                            | Statele Unite ale Americii                                                         | [ 44 ]                 |
| The Devil's Tomb                                | Jason Connery | Cuba Gooding Jr., Ray Winstone, Ron Perlman                                        | Statele Unite ale Americii                                                         | [ 45 ]                 |
| Dead at the Box Office                          | Shawn Stutler | Michael Allen Williams, Isaiah Robinson, Jennifer Popagain                         | Statele Unite ale Americii                                                         | [ 46 ]                 |
| Deadlands 2: Trapped                            | Gary Ugarek |                                                                                    | Statele Unite ale Americii                                                         | [ 47 ]                 |
| The Descent 2                                   | Jon Harris | Shauna Macdonald, Natalie Jackson Mendoza                                          | Regatul Unit al Marii Britanii și al Irlandei de Nord                              | [ 48 ]                 |
| Diagnosis: Death                                | Jason Stutter | Raybon Kan, Jessica Grace Smith, Suze Tye                                          | Noua Zeelandă                                                                      | [ 49 ]                 |
| The Disturbed                                   | Conor McMahon | Carla McGlynn, Stephen Murray, Clyde Mowlds                                        | Republica Irlanda                                                                  | [ 50 ]                 |
| Doghouse                                        | Jake West | Emily Booth, Danny Dyer, Lee Ingleby                                               | Regatul Unit al Marii Britanii și al Irlandei de Nord                              | [ 51 ]                 |
| Dorian Gray                                     | Oliver Parker | Colin Firth, Rebecca Hall, Ben Chaplin                                             | Regatul Unit al Marii Britanii și al Irlandei de Nord                              | [ 52 ]                 |
| Drag Me to Hell                                 | Sam Raimi | Alison Lohman, Justin Long, Lorna Raver                                            | Statele Unite ale Americii                                                         | [ 53 ]                 |
| Drifter: Henry Lee Lucas                        | Michael Feifer | John Diehl Jr., Antonio Sabato, Kostas Sommer                                      | Statele Unite ale Americii                                                         | [ 54 ]                 |
| Earth Day                                       | Mister Ooh-la-la | Daphne Danger, Elizabeth Myers, Adrian Salge,                                      | Statele Unite ale Americii                                                         | [ 55 ]                 |
| Edges of Darkness                               | Blaine Cade, Jason Horton | Alonzo F. Jones, Shamika Ann Franklin, Lee Perkins                                 | Statele Unite ale Americii                                                         | [ 56 ]                 |
| Evil – In the Time of Heroes                    | Yorgos Noussias |                                                                                    |                                                                                    | [ 57 ]                 |
| Evilution                                       | Chris Conlee | Sandra Ramirez, Guillermo Diaz, James Duval                                        | Statele Unite ale Americii                                                         | Science fiction horror |
| The Familiar                                    | Miles Hanon | Laura Spencer, Stephanie Brehms, Ben Hall                                          | Statele Unite ale Americii                                                         | [ 59 ]                 |
| Family Demons                                   | Ursula Dabrowsky |                                                                                    |                                                                                    | [ 60 ]                 |
| The Fear Chamber                                | Kevin Carraway | Richard Tyson, Rhett Giles, Steven Williams                                        | Statele Unite ale Americii                                                         | [ 61 ]                 |
| The Final                                       | Joey Stewart | Marc Donato, Jascha Washington, Whitney Hoy                                        | Statele Unite ale Americii                                                         | [ 62 ]                 |
| The Final Destination                           | David R. Ellis | Bobby Campo, Shantel VanSanten, Haley Webb                                         | Statele Unite ale Americii                                                         | [ 63 ]                 |
| First 7th Night                                 | Herman Yau Lai-To | Michelle Ye, Gordon Lam Ka-Tung, Tony Ho Wah-Chiu                                  | Hong Kong                                                                          | [ 64 ]                 |
| Flesh, TX                                       | Guy Crawford | Joe Estevez, Kathleen Benner, Jose Rosete                                          | Statele Unite ale Americii                                                         | [ 65 ]                 |
| The Fourth Kind                                 | Olatunde Osunsanmi | Milla Jovovich, Elias Koteas, Will Patton                                          | Statele Unite ale Americii                                                         | Science fiction horror |
| Freeway Killer                                  | John Murlowski | Michael Rooker, Eileen Dietz, Tyler Neitzel                                        | Statele Unite ale Americii                                                         | [ 67 ]                 |
| Friday the 13th                                 | Marcus Nispel | Derek Mears, Jared Padalecki, Amanda Righetti                                      | Statele Unite ale Americii                                                         | [ 68 ]                 |
| George's Intervention                           | J.T. Seaton |                                                                                    | Statele Unite ale Americii                                                         | [ 69 ]                 |
| Gnaw                                            | Gregory Mandry | Julia Vandoorne, Rachel Mitchem, Gary Faulkner                                     | Regatul Unit al Marii Britanii și al Irlandei de Nord                              | [ 70 ]                 |
| The Good Sisters                                | Jimmyo Burril | Debbie Rochon, Aaron Martinek, Gaylynn Price                                       | Statele Unite ale Americii                                                         |                        |
| Grace                                           | Paul Solet | Jordan Ladd, Stephen Park, Samantha Ferris                                         | Statele Unite ale Americii                                                         | [ 71 ]                 |
| Gravestoned                                     | Michael McWillie | Eryn Brooke, Lar Park-Lincoln, Hope Latimer                                        | Statele Unite ale Americii                                                         | [ 72 ]                 |
| Grave Danger                                    | Jim Haggerty | Cathy St. George, Vic Martino, Jonathan Holtzman                                   | Statele Unite ale Americii                                                         | [ 73 ]                 |
| Grotesque                                       | Koji Shiraishi | Hiroaki Kawatsure, Tsugumi Nagasawa, Shigeo Ōsako                                  | Japonia                                                                            | [ 74 ]                 |
| Growth                                          | Gabriel Cowan | Brian Krause, Mircea Monroe, Richard Riehle                                        | Statele Unite ale Americii                                                         | [ 75 ]                 |
| The Grudge 3                                    | Toby Wilkins | Shawnee Smith, Marina Sirtis, Johanna E. Braddy                                    | Statele Unite ale Americii                                                         | [ 76 ]                 |
| Halloween II                                    | Rob Zombie | Tyler Mane, Scout Taylor-Compton, Malcolm McDowell                                 | Statele Unite ale Americii                                                         | [ 77 ]                 |
| Hanger                                          | Ryan Nicholson | Nathan Dashwood, Wade Gibb, Alastair Gamble                                        | Statele Unite ale Americii                                                         | [ 78 ]                 |
| The Haunting                                    | Elio Quiroga | Ana Torrent, Héctor Colomé, Julio Perillán                                         | Spania                                                                             | [ 79 ]                 |
| The Haunting in Connecticut                     | Peter Cornwell | Amanda Crew, Virginia Madsen, Kyle Gallner                                         | Statele Unite ale Americii                                                         | [ 80 ]                 |
| Haunting of Winchester House                    | Mark Atkins | Lira Kellerman, Patty Roberts, Tomas Boykin                                        | Statele Unite ale Americii                                                         | [ 81 ]                 |
| He                                              | Creep Creepersin | Ariauna Albright, Matt Turek, Marlina Germanova                                    | Statele Unite ale Americii                                                         | Direct-to-video        |
| Heartless                                       | Philip Ridley | Joseph Mawle, Jim Sturgess, Clémence Poésy                                         | Regatul Unit al Marii Britanii și al Irlandei de Nord                              |                        |
| Hellhounds                                      | Rick Schroder | Amanda Brooks, Andrew Howard, Scott Elrod                                          | Statele Unite ale Americii                                                         | [ 83 ]                 |
| Hellphone                                       | Joven Tan | Rainier Castillo, Dexter Doria, Basty Alcances                                     | Filipine                                                                           | [ 84 ]                 |
| Hidden                                          | Pål Øie | Anders Danielsen Lie, Karin Park, Marko Iversen Kanic                              | Norvegia                                                                           | [ 85 ]                 |
| Higanjima                                       | Kim Tae-gyun | Dai Watanabe, Koji Yamamoto, Miori Takimoto                                        | Japonia · Coreea de Sud                                                            | [ 86 ]                 |
| The Hills Run Red                               | Dave Parker | Sophie Monk, Tad Hilgenbrinck                                                      | Statele Unite ale Americii                                                         |                        |
| Hobgoblins 2                                    | Rick Sloane | Chanel Ryan, Sabrina Bolin, Jordana Berliner                                       | Statele Unite ale Americii                                                         |                        |
| Horrid                                          | James Pronath | Melissa Jo Murphy, Charles Ramsey, Donn Kennedy                                    | Statele Unite ale Americii                                                         | [ 87 ]                 |
| Hotel Darklight                                 | Alan Brennan, Ciaran Foy, Conor McMahon, Brian O'Toole, Ewan Petit, James Phelan, Kian Pitit, Dolores Rice, Paul Walker, Ian Walker | Susan Loughnane, Carla Mooney, Noel Aungier, Aisling Bodkin                        | Republica Irlanda                                                                  |                        |
| The House of the Devil                          | Ti West | AJ Bowen, Tom Noonan, Mary Woronov                                                 | Statele Unite ale Americii                                                         | [ 88 ]                 |
| House of the Wolf Man                           | Eben McGarr | Ron Chaney, Dustin Fitzsimons, Jeremie Loncka                                      | Statele Unite ale Americii                                                         |                        |
| Humains                                         | Jacques-Olivier Melon | Philippe Nahon, Sara Forestier, Dominique Pinon                                    | Franța                                                                             | [ 89 ]                 |
| Hunger                                          | Steven Hentges | Lori Heuring, Lea Kohl, Linden Ashby                                               | Statele Unite ale Americii                                                         | [ 90 ]                 |
| The Human Centipede (First Sequence)            | Tom Six | Akihiro Kitamura, Dieter Laser, Andreas Leupold, Ashley C. Williams                | Regatul Unit al Marii Britanii și al Irlandei de Nord · Țările de Jos              | [ 91 ]                 |
| Humanimal                                       | Francesc Morales | Cristobal Tapia-Montt, Francisco Gormaz, Felipe Avello, Cecilia Levi, Jimena Nuñez | Chile                                                                              | [ 92 ]                 |
| Hurt                                            | Barbara Stepansky | Jackson Rathbone, Melora Walters, William Mapother                                 | Statele Unite ale Americii                                                         |                        |
| Hush                                            | Mark Tonderai | William Ash, Christine Bottomley, Andreas Wisniewski                               | Regatul Unit al Marii Britanii și al Irlandei de Nord                              |                        |
| Hydra                                           | Andrew Prendergast | Polly Shannon, William Gregory Lee, Texas Battle                                   | Statele Unite ale Americii                                                         | [ 93 ]                 |
| In a Spiral State                               | Ramzi Abed | Gidget Gein, Bianca Barnett, Elissa Dowling                                        | Statele Unite ale Americii                                                         | [ 94 ]                 |
| Incest Death Squad                              | Cory Udler | Elske McCain, Lloyd Kaufman, Scarlet Salem                                         | Statele Unite ale Americii                                                         | [ 95 ]                 |
| Infestation                                     | Kyle Rankin | Diane Gaeta, Kinsey Packard, Brooke Nevin                                          | Statele Unite ale Americii                                                         | [ 96 ]                 |
| Insatiable                                      | Scott W. Perry | Raine Brown, Zoë Daelman Chlanda, Alan Rowe Kelly                                  | Statele Unite ale Americii                                                         |                        |
| Interplanetary                                  | Chance Shirley | Melissa Bush, Chuck Hartsell, Kyle Holman                                          | Statele Unite ale Americii                                                         | [ 97 ]                 |
| Intruder                                        | Gregory Caiafa | Brian Ish, Alexandra Grossi, Arda Itez                                             | Statele Unite ale Americii                                                         | [ 98 ]                 |
| Invitation Only                                 | Kevin Ko | Kristian Brodie, Maria Ozawa, Jerry Huang                                          | Taiwan                                                                             | [ 99 ]                 |
| Jennifer's Body                                 | Karyn Kusama | Megan Fox, Amanda Seyfried, Johnny Simmons                                         | Statele Unite ale Americii                                                         | [ 100 ]                |
| Killer Biker Chicks                             | Regan Redding | Elske McCain, Scarlet Salem, Rusty Meyers                                          | Statele Unite ale Americii                                                         |                        |
| La horde                                        | Yannick Dahan, Benjamin Rocher | Eriq Ebouaney, Aurélien Recoing, Alain Figlarz                                     | Franța                                                                             | [ 101 ]                |
| La Petite Mort: Die Nasty                       | Marcel Walz | Manoush, Martin Hentschel, Andreas Pape, Inés Zahmoul                              | Germania                                                                           |                        |
| Laid to Rest                                    | Robert Hall | Bobbi Sue Luther, Lena Headey, Kevin Gage                                          | Franța                                                                             | [ 102 ]                |
| The Landlord                                    | Emily Hyde |                                                                                    | Statele Unite ale Americii                                                         | [ 103 ]                |
| The Last Lovecraft: The Relic of Cthulhu        | Henry Saine | Barak Hardley, Edmund Lupinski, Sujata Day                                         | Statele Unite ale Americii                                                         | [ 104 ]                |
| The Last House on the Left                      | Dennis Iliadis | Sara Paxton, Martha MacIsaac                                                       | Statele Unite ale Americii                                                         | [ 105 ]                |
| Late Fee                                        | Carl Morano, John Carchietta | Stephanie Danielson, Georgia Kate Haege, Sawyer Novak                              | Germania                                                                           | [ 106 ]                |
| Lesbian Vampire Killers                         | Phil Claydon | Vera Filatova, Silvia Colloca, Lucy Gaskell                                        | Regatul Unit al Marii Britanii și al Irlandei de Nord                              | Comedy horror          |
| Live Evil                                       | Jay Woelfel | Ken Foree, Åsa Wallander, Mark Hengst                                              | Statele Unite ale Americii                                                         | [ 108 ]                |
| Living Arrangements                             | Sam Thompson | Gizelle Erickson, Scarlet Salem, Pasquale Pilla                                    | Statele Unite ale Americii                                                         |                        |
| Lizard Boy                                      | Paul Della Pelle | Pete Punito, Steven F. Zeigler, Miranda Allgood                                    | Statele Unite ale Americii                                                         | Direct-to-video        |
| Lo                                              | Travis Betz | Jeremiah Birkett, Devin Barry, Sarah Lassez                                        | Statele Unite ale Americii                                                         |                        |
| Love Blade                                      | Jason Rudy | Tiffany Arscott, Rae Wright                                                        | Statele Unite ale Americii                                                         | [ 109 ]                |
| The Loved Ones                                  | Sean Byrne | Xavier Samuel, Jessica MacNamee, John Brumpton                                     | Australia                                                                          | [ 110 ]                |
| Luster                                          | Adam Mason | Holly Valance, Billy Burke, Zelda Williams                                         | Statele Unite ale Americii                                                         |                        |
| Macabre                                         | Timo Tjahjanto & Kimo Stamboel |                                                                                    | Indonezia · Singapore                                                              | [ 111 ]                |
| Madness                                         | Sonny Laguna, David Liljeblad, Tommy Wiklund                                                                                        | Yohanna Idha, Max Wallmo, Jonas Wiik                                               | Suedia                                                                             | [ 112 ]                |
| Malibu Shark Attack                             | David Lister | Peta Wilson, Mungo McKay, Sonya Salomaa                                            | Australia                                                                          | [ 113 ]                |
| Maneater                                        | Michael Emanuel | Robert R. Shafer, Sean Cain, Conrad Janis                                          | Statele Unite ale Americii                                                         | [ 114 ]                |
| Meadowood                                       | Robert Kurtzman |                                                                                    | Statele Unite ale Americii                                                         | [ 115 ]                |
| Mega Shark vs. Giant Octopus                    | Jack Perez | Lorenzo Lamas, Deborah Gibson, Vic Chao                                            | Statele Unite ale Americii                                                         | [ 116 ]                |
| Melancholie der Engel                           | Marian Dora | Bianca Schneider, Martina Adora, Ulli Lommel                                       | Germania                                                                           | [ 117 ]                |
| Melvin                                          | Henry Weintraub | Lloyd Kaufman, Sara Larson, Yonatan Schultz                                        | Statele Unite ale Americii                                                         |                        |
| Mental Scars                                    | Mischa Perez | John Gearries, Sonny Landham, Theresa Alexandria                                   | Statele Unite ale Americii                                                         | [ 118 ]                |
| Methodic                                        | Chris R. Notarile | Brandon Slagle, Niki Notarile, Tony Dadika                                         | Statele Unite ale Americii                                                         | [ 119 ]                |
| Midnight Movie                                  | Jack Messitt | Rebekah Brandes, Mandell Maughan, Stan Ellsworth                                   | Statele Unite ale Americii                                                         | Direct-to-video        |
| Muckman                                         | Brett Piper | Alison Whitney, Danielle Donahue, Steve Diasparra                                  | Statele Unite ale Americii                                                         |                        |
| Life Blood                                      | Ron Carlson | Scout Taylor-Compton, Danny Woodburn, Jennifer Tung                                | Statele Unite ale Americii                                                         | [ 121 ]                |
| Must Love Death                                 | Andreas Schaap | Sami Loris, Manon Kahle, Lucie Pohl                                                | Germania                                                                           | [ 122 ]                |
| Mutants                                         | David Morlet | Dida Diafat, Hélène de Fougerolles, Nicolas Briançon                               | Franța                                                                             | [ 123 ]                |
| Mutants                                         | Amir Valinia | Michael Ironside, Louis Herthum, Steven Bauer                                      | Statele Unite ale Americii                                                         | [ 124 ]                |
| Mutilation Mile                                 | Ron Atkins | Lawrence Bucher, Susan Bull, Toni Ferrari                                          | Statele Unite ale Americii                                                         | [ 125 ]                |
| My Bloody Valentine 3D                          | Patrick Lussier | Jensen Ackles, Jaime King, Tom Atkins, Kerr Smith                                  | Statele Unite ale Americii                                                         | [ 126 ]                |
| My Super Psycho Sweet 16                        | Jacob Gentry | Chris Zylka, Juliana Guill, Lauren McKnight                                        | Statele Unite ale Americii                                                         | [ 127 ]                |
| My Wife Is a Vampire                            | Paul Marrin | Teyama Alkamli, Morgan Jarvis, James Emmerson                                      | Canada                                                                             | [ 128 ]                |
| Ne te retourne pas                              | Marina de Van | Sophie Marceau, Andrea Di Stefano, Monica Bellucci                                 | Belgia · Franța · Italia · Luxemburg                                               |                        |
| Necrosis                                        | Jason Robert Stephens | Penny Drake, George Stults, Robert Michael Ryan                                    | Statele Unite ale Americii                                                         | [ 129 ]                |
| Necromantia                                     | Pearry Teo | Chad Grimes, Layton Matthews, Santiago Craig                                       | Statele Unite ale Americii                                                         | [ 130 ]                |
| Neighbor                                        | Robert Angelo Masciantonio | America Olivo, Joe Aniska, Amy Rutledge                                            | Statele Unite ale Americii                                                         | [ 131 ]                |
| Neowolf                                         | Yvan Gauthier | Veronica Cartwright, Agim Kaba, Heidi Johanningmeier                               | Statele Unite ale Americii                                                         | [ 132 ]                |
| Never on Sunday                                 | Francis Xavier | Elissa Dowling, Mari Cielo Pajares, Joe Ochman                                     | Statele Unite ale Americii                                                         | [ 133 ]                |
| New York Blood                                  | Nick Oddo | Vinnie Stigma, Marvin W. Schwartz                                                  | Statele Unite ale Americii                                                         | Direct-to-video        |
| Night of the Demons                             | Adam Gierasch | Edward Furlong, Shannon Elizabeth, Diora Baird                                     | Statele Unite ale Americii                                                         |                        |
| Nine Dead                                       | Chris Shadley | Melissa Joan Hart, William Lee Scott, Lucille Soong                                | Statele Unite ale Americii                                                         | [ 134 ]                |
| Nine Miles Down                                 | Anthony Waller | Kate Nauta, Meredith Ostrom, Adrian Paul                                           | Statele Unite ale Americii                                                         |                        |
| Nun of That                                     | Richard Griffin | Sarah Nicklin, Alexandra Cipolla, Debbie Rochon                                    | Statele Unite ale Americii                                                         | [ 135 ]                |
| The Objective                                   | Daniel Myrick | Jonas Ball, Jon Huertas                                                            | Statele Unite ale Americii                                                         | Television movie       |
| Occult                                          | Kôji Shiraishi | Mika Azuma, Horiken, Kôen Kondô                                                    | Japonia                                                                            | Lovecraftian-derived   |
| Open Graves                                     | Álvaro de Armiñán | Mike Vogel, Eliza Dushku, Iman Nazemzadeh                                          | Spania · Statele Unite ale Americii                                                | [ 137 ]                |
| Oral Fixation                                   | Jake Cashill | Emily Parker, Kerry Aissa, Chris Kies                                              | Statele Unite ale Americii                                                         | [ 138 ]                |
| Orgy of Blood                                   | Creep Creepersin | Domiziano Arcangeli, Jeff Dylan Graham, Naama Kates                                | Statele Unite ale Americii                                                         |                        |
| Orphan                                          | Jaume Collet-Serra | Vera Farmiga, Peter Sarsgaard                                                      | Germania · Canada · Statele Unite ale Americii                                     | [ 139 ]                |
| Outcast                                         | Colm McCarthy | Kate Dickie, James Nesbitt, Hannah Stanbridge                                      | Republica Irlanda                                                                  |                        |
| Paintball                                       | Daniel Benmayor | Brendan Mackey, Claudia Bassols, Felix Pring, Jennifer Matter                      | Statele Unite ale Americii                                                         |                        |
| Pandorum                                        | Christian Alvart | Dennis Quaid, Antje Traue, Wotan Wilke Möhring                                     | Statele Unite ale Americii                                                         | [ 140 ]                |
| Paranormal Entity                               | Shane Van Dyke | Fia Perera, Norman Saleet, Erin Marie Hogan                                        | Statele Unite ale Americii                                                         | Mockbuster             |
| The Path of Torment                             | Gary C. Warren | Dona Ellis, Craig Beffa, Joe Noelker, Randy Manning                                | Statele Unite ale Americii                                                         |                        |
| Patient X                                       | Yam Laranas | Richard Gutierrez, Cristine Reyes, TJ Trinida                                      | Filipine                                                                           | [ 142 ]                |
| Patrol Men                                      | Ben Simpson, David Champion | Chloe Van Harding, Josh Golga, Jez Jameson                                         | Regatul Unit al Marii Britanii și al Irlandei de Nord                              |                        |
| Penance                                         | Jake Kennedy | Marieh Delfino, Tony Todd, Michael Rooker                                          | Statele Unite ale Americii                                                         | [ 143 ]                |
| Perkins' 14                                     | Craig Singer | Roxanna Ravenor, Michale Graves, Katherine Pawlak                                  | Statele Unite ale Americii                                                         | [ 144 ]                |
| Phantom Racer                                   | Terry Ingram | Nicole Eggert, Brenna O'Brien, Luciana Carro                                       | Canada · Statele Unite ale Americii                                                |                        |
| The Pit and the Pendulum                        | David DeCoteau | Amy Paffrath, Lorielle New, Tom Sandoval                                           | Statele Unite ale Americii                                                         | [ 145 ]                |
| Plague Town                                     | David Gregory | Josslyn DeCrosta, Lindsay Goranson, Paul Drechsler-Martell                         | Statele Unite ale Americii                                                         |                        |
| Poker Run                                       | Julian Higgins |                                                                                    | Statele Unite ale Americii                                                         | [ 146 ]                |
| Pontypool                                       | Bruce McDonald | Stephen McHattie, Boyd Banks, Hrant Alianak                                        | Canada                                                                             |                        |
| Prey                                            | Oscar D'Roccster | Natalie Bassingthwaighte, Natalie Walker, Joe Hachem                               | Australia                                                                          |                        |
| Psychopath                                      | Robert Elkins | Kyle Billeter, Danaé West, Russ Bryan                                              | Statele Unite ale Americii                                                         |                        |
| Ravage the Scream Queen                         | Bill Zebub | Nikki Sebastian, Jordana Leigh, Elyse Cheri                                        | Statele Unite ale Americii                                                         | [ 147 ]                |
| Reborn                                          | Craig McMahon | Russell Clay, Dave Kahrl, Chris Cox                                                | Statele Unite ale Americii                                                         | [ 148 ]                |
| Red Hook                                        | Elizabeth Lucas | Debargo Sanyal, Tate Ellington, Karissa Staples                                    | Statele Unite ale Americii                                                         |                        |
| Red White & Blue                                | Simon Rumley | Noah Taylor, Amanda Fuller, Marc Senter                                            | Regatul Unit al Marii Britanii și al Irlandei de Nord                              |                        |
| Red Velvet                                      | Bruce Dickson | Kelli Garner, Henry Thomas, Cristen Coopen                                         | Statele Unite ale Americii                                                         |                        |
| The Reeds                                       | Nick Cohen | Anna Brewster, Scarlett Alice Johnson, Will Mellor                                 | Regatul Unit al Marii Britanii și al Irlandei de Nord                              | [ 149 ]                |
| The Revenant                                    | D. Kerry Prior | Senyo Amoaku, Emiliano Torres, Twain Taylor                                        | Statele Unite ale Americii                                                         |                        |
| Rise of the Gargoyles                           | Bill Corcoran | Eric Balfour, Tanya Clarke, Ifan Huw Dafydd                                        | Canada                                                                             | [ 150 ]                |
| River of Darkness                               | Bruce Koehler | Bill Hinzman, Kevin Nash, Kurt Angle                                               | Statele Unite ale Americii                                                         |                        |
| Rotkappchen: The Blood of Red Riding Hood       | Harry Sparks | Stefanie Geils, Chris O'Brocki, Angelina Leigh                                     | Statele Unite ale Americii                                                         | [ 151 ]                |
| The Sacred                                      | Jose Zambrano Cassella |                                                                                    | Statele Unite ale Americii                                                         | [ 152 ]                |
| Sand Serpents                                   | Jeff Renfroe | Jason Gedrick, Elias Toufexis, Sebastian Knapp                                     | Statele Unite ale Americii                                                         | Television film        |
| Satanic Panic                                   | Marc Selz | Victoria Vukovic Bradley, Melissa Chirello-Wood, Rosa Isela Frausto                | Statele Unite ale Americii                                                         | [ 154 ]                |
| Saw VI                                          | Kevin Greutert | Tobin Bell, Shawnee Smith, Costas Mandylor, Betsy Russell, Tanedra Howard          | Statele Unite ale Americii                                                         | [ 155 ]                |
| Scare Zone                                      | Jon Binkowski | Cynthia Murell, Michele Feren, Laura Alexandra Ramos                               | Statele Unite ale Americii                                                         | [ 156 ]                |
| Sea of Dust                                     | Scott Bunt | Ingrid Pitt, Stuart Rudin, Tom Savini                                              | Statele Unite ale Americii                                                         | [ 157 ]                |
| Shadow                                          | Federico Zampaglione | Jake Muxworthy, Chris Coppola, Karina Testa                                        | Italia                                                                             | [ 158 ]                |
| Shake, Rattle & Roll XI                         | Jessell Monteverde, Rico Gutierrez, Don Michael Perez                                                                               | Ruffa Gutierrez, Maja Salvador, Iya Villania                                       | Filipine                                                                           | [ 159 ]                |
| Shattered Lives                                 | Carl Lindbergh | Lindsey Leino, Skyler Caleb, Ellyse Deanna                                         | Statele Unite ale Americii                                                         | [ 160 ]                |
| She's Crushed                                   | Patrick Johnson | Henrick Nolen, Caitlin Wehrle, Natalie Dickinson                                   | Statele Unite ale Americii                                                         | [ 161 ]                |
| Shiver                                          | Bob Shaye, Michael Lynne |                                                                                    | Statele Unite ale Americii                                                         | [ 162 ]                |
| The Shock Labyrinth 3D                          | Takashi Shimizu | Yūya Yagira, Misako Renbutsu, Ryo Katsuji                                          | Japonia                                                                            | [ 163 ]                |
| The Shrine                                      | Jon Knautz | Aaron Ashmore, Trevor Matthews, Cindy Sampson                                      | Statele Unite ale Americii                                                         | [ 164 ]                |
| The Shortcut                                    | Nicholaus Goossen | Shannon Woodward, Katrina Bowden, Wendy Anderson                                   | Statele Unite ale Americii                                                         |                        |
| Shortcut                                        | Rod Petrie | Lance DeLaforce, Alison Benstead, Justin Hinton                                    | Australia                                                                          |                        |
| Sight                                           | Adam Ahlbrandt | Frank Traynor, Tony Luke Jr., Godfrey Rayner                                       | Statele Unite ale Americii                                                         |                        |
| Silent Night, Zombie Night                      | Sean Cain | Sara Tomko, Lew Temple, Felissa Rose                                               | Statele Unite ale Americii                                                         | [ 165 ]                |
| Sins of the Father                              | Glen Baisley | Joe Lauria, Pete Barker, Richard Redmond                                           | Statele Unite ale Americii                                                         |                        |
| Skeleton Crew                                   | Tero Molin, Tommi Lepola | Rita Suomalainen, David Yoken, Anna Alkiomaa                                       | Finlanda                                                                           |                        |
| Skull Heads                                     | Charles Band | Robin Sydney, Steve Kramer                                                         | Statele Unite ale Americii                                                         | [ 166 ]                |
| The Sky has Fallen                              | Doug Roos | Laurel Kemper, Amy Johnston, Brandon Whitchurch                                    | Statele Unite ale Americii                                                         |                        |
| Slaughter on Second Street                      | PJ Starks | Sara Jane Behl, Robert Zambrano, Teresa Howard                                     | Statele Unite ale Americii                                                         |                        |
| Slaughtered                                     | Kate Glover | Steven O'Donnell, James Kerley, Cassandra Swaby                                    | Australia                                                                          | [ 167 ]                |
| Smash Cut                                       | Lee Demarbre | David Hess, Sasha Grey, Jesse Buck                                                 | Statele Unite ale Americii                                                         | [ 168 ]                |
| Some Guy Who Kills People                       | John Landis | Kevin Corrigan, Lucy Davis, Karen Black                                            | Statele Unite ale Americii                                                         |                        |
| Someone's Knocking at the Door                  | Chad Ferrin | Noel Segan, Ezra Buzzington, Elina Madison                                         | Statele Unite ale Americii                                                         | [ 169 ]                |
| Sorority Row                                    | Stewart Hendler | Rumer Willis, Audrina Patridge, Leah Pipes & Margo Harshman                        | Statele Unite ale Americii                                                         | Remake                 |
| Spiderhole                                      | Daniel Simpson | Amy Noble, Emma Griffiths Malin, George Maguire                                    | Regatul Unit al Marii Britanii și al Irlandei de Nord                              | Direct-to-video        |
| Spirit Camp                                     | Kerry Beyer | Marco Perella, Denise Williamson, Amy Morris                                       | Statele Unite ale Americii                                                         | [ 171 ]                |
| Splice                                          | Vincenzo Natali | Sarah Polley, Adrien Brody, David Hewlett                                          | Franța · Canada                                                                    | [ 172 ] [ 173 ]        |
| Staunton Hill                                   | Cameron Romero | Kathy Lamkin, Cristen Coppen, David Rountree                                       | Statele Unite ale Americii                                                         | Direct-to-video        |
| Suck                                            | Rob Stefaniuk | Alice Cooper, Jessica Paré, Iggy Pop                                               | Statele Unite ale Americii                                                         | [ 175 ]                |
| Summer's Moon                                   | Lee Demarbre | Ashley Greene, Stephen McHattie, Peter Mooney, Barbara Niven                       | Canada                                                                             | Direct-to-video        |
| Survival of the Dead                            | George A. Romero | Alan Van Sprang, Kenneth Welsh, Kathleen Munroe                                    | Canada · Statele Unite ale Americii                                                | [ 177 ]                |
| Surviving Evil                                  | Terence Daw | Billy Zane, Alexis Georgiou, Louise Bamber                                         | Africa de Sud · Regatul Unit al Marii Britanii și al Irlandei de Nord              | [ 178 ]                |
| Sutures                                         | Tammi Sutton | Carlos Lauchu, Azie Tesfai, Allison Lange                                          | Statele Unite ale Americii                                                         | [ 179 ]                |
| Sweatshop                                       | Stacy Davidson | Danielle Jones, Melanie Donihoo, Naika Malveaux                                    | Statele Unite ale Americii                                                         | [ 180 ]                |
| Tannöd                                          | Bettina Oberli | Julia Jentsch, Monica Bleibtreu, Vitus Zeplichal                                   | Germania                                                                           | [ 181 ]                |
| Tell-Tale                                       | Michael Cuesta | Ulrich Thomsen, Josh Lucas, Dallas Roberts                                         | Statele Unite ale Americii · Regatul Unit al Marii Britanii și al Irlandei de Nord | [ 182 ]                |
| Terror Overload – Tales from Satan's Truck Stop | | Scarlet Salem, Joe Knetter                                                         | Statele Unite ale Americii                                                         | [ 183 ]                |
| The Telling                                     | Nicholas Carpenter | Bridget Marquardt, Holly Madison, Sara Jean Underwood                              | Statele Unite ale Americii                                                         | [ 184 ]                |
| The Crypt                                       | Craig McMahon | Sarah Oh, Cristen Irene, Joanna Ke                                                 | Statele Unite ale Americii                                                         | Direct-to-video        |
| The Thaw                                        | Mark A. Lewis | Val Kilmer, Martha McIsaac, Aaron Ashmore, Kyle Schmid                             | Canada                                                                             | [ 186 ]                |
| Thirst                                          | Park Chan-wook | Oh Dal-su, Eriq Ebouaney, Mercedes Cabral                                          | Coreea de Sud · Japonia                                                            | [ 187 ]                |
| Thirsty                                         | Andrew Kasch | Tiffany Shepis                                                                     | Statele Unite ale Americii                                                         | [ 188 ]                |
| Tony                                            | Gerard Johnson | Peter Ferdinando, Ricky Grover, George Russo                                       | Regatul Unit al Marii Britanii și al Irlandei de Nord                              | [ 189 ]                |
| Tormented                                       | Jon Wright | Calvin Dean, Tuppence Middleton, Dimitri Leonidas                                  | Regatul Unit al Marii Britanii și al Irlandei de Nord                              | [ 190 ]                |
| The Tortured                                    | Robert Lieberman | Jesse Metcalfe, Erika Christensen                                                  | Statele Unite ale Americii                                                         | [ 191 ]                |
| Transylmania                                    | David Hillenbrand & Scott Hillenbrand                                                                                               | Patrick Cavanaugh, James DeBello, Paul H. Kim, Tony Denman, Jennifer Lyons         | Statele Unite ale Americii                                                         | [ 192 ]                |
| Triangle                                        | Christopher Smith | Melissa George, Liam Hemsworth, Holly Marie Combs                                  | Regatul Unit al Marii Britanii și al Irlandei de Nord                              | [ 193 ]                |
| Trick 'r Treat                                  | Michael Dougherty | Brian Cox, Anna Paquin                                                             | Canada · Statele Unite ale Americii                                                | Direct-to-video        |
| Trilogy of Blood                                | Charlie Ruckus | Brenna Roth, Matt Ashby, Joey Fangz                                                | Statele Unite ale Americii                                                         |                        |
| Twilight Vamps                                  | Fred Olen Ray | Jayden Cole, Christine Nguyen, Brandin Rackley                                     | Statele Unite ale Americii                                                         | [ 194 ]                |
| Uh! Oh! Show                                    | Herschell Gordon Lewis | Brooke McCarter, Bruce Blauer, Krista Grotte                                       | Statele Unite ale Americii                                                         | [ 195 ]                |
| The Unborn                                      | David S. Goyer | Odette Yustman, Meagan Good                                                        | Statele Unite ale Americii                                                         | Remake                 |
| Uncharted                                       | Frank Nunez | Demetrius Navarro, Shana Montanez, Erlinda Orozco                                  | Statele Unite ale Americii                                                         | [ 197 ]                |
| Underworld: Rise of the Lycans                  | Patrick Tatopoulos | Michael Sheen, Bill Nighy, Rhona Mitra                                             | Statele Unite ale Americii                                                         | [ 198 ]                |
| The Undying                                     | Steven Peros | Robin Weigert, Anthony Carrigan                                                    | Statele Unite ale Americii                                                         | [ 199 ]                |
| Unholy Reunion                                  | Ric McCloud | Nicole Blessing, Eric Sumangil, Scarlet Salem                                      | Statele Unite ale Americii                                                         |                        |
| The Uninvited                                   | Charles Guard | Elizabeth Banks, Arielle Kebbel, Emily Browning                                    | Statele Unite ale Americii                                                         | [ 200 ]                |
| Unrated                                         | Andreas Schnaas & Timo Rose | Eleanor James, Vivian Schmitt, Eileen Daily                                        | Germania                                                                           |                        |
| Vacancy 2: The First Cut                        | Eric Bross | Agnes Bruckner, Arjay Smith, Beau Billingslea                                      | Statele Unite ale Americii                                                         | [ 201 ]                |
| Vampire Girl vs. Frankenstein Girl              | Naoyuki Tomomatsu, Yoshihiro Nishimura                                                                                              | Cay Izumi, Takumi Saito, Yukie Kawamura                                            | Japonia                                                                            | [ 202 ]                |
| Vampiro                                         | Jorge Ramirez Rivera | Damian Chapa, Leslie Garza, Vida Harlow                                            | Mexic                                                                              | [ 203 ]                |
| Vampire in Vegas                                | Jim Wynorski | GiGi Erneta, Tony Todd, Edward Spivak                                              | Statele Unite ale Americii                                                         |                        |
| Vertige                                         | Abel Ferry | Fanny Valette, Johan Libéreau, Maud Wyler                                          | Franța                                                                             | [ 204 ]                |
| Wake Wood                                       | David Keating | Aidan Gillen, Eva Birthistle, Timothy Spall                                        | Republica Irlanda                                                                  | [ 205 ]                |
| Walled In                                       | Kevin DeWalt | Mischa Barton, Cameron Bright, Deborah Kara Unger                                  | Statele Unite ale Americii                                                         | Direct-to-video        |
| The Whore                                       | Reinert Kiil | Ailen, Rudy Claes, Jørgen Langhelle                                                | Norvegia                                                                           |                        |
| Witchmaster General                             | Jim Haggerty | Tatyana Kot, Bud Stafford, Suzi Lorraine                                           | Statele Unite ale Americii                                                         | [ 206 ]                |
| Wolf Town                                       | Paul Hart-Wilden | Alicia Ziegler, Max Adler, Levi Fiehler                                            | Statele Unite ale Americii                                                         |                        |
| Wolvesbayne                                     | Griff Furst | Jeremy London, Christy Carlson Romano                                              | Statele Unite ale Americii                                                         | Direct-to-video        |
| Won Ton Baby!                                   | James Morgart | Suzi Lorraine, Gunnar Hansen, Debbie Rochon                                        | Statele Unite ale Americii                                                         | [ 208 ]                |
| Wrong Turn 3: Left for Dead                     | Declan O'Brien | Chucky Venice, Tamer Hassan, Janet Montgomery                                      | Statele Unite ale Americii                                                         | [ 209 ]                |
| Yamagata Scream                                 | Naoto Takenaka | Riko Narumi, Naoto Takenaka, Yôichi Nukumizu                                       | Japonia                                                                            |                        |
| YellowBrickRoad                                 | Jesse Holland, Andy Mitton | Cassidy Freeman, Clark Freeman, Anessa Ramsey                                      | Statele Unite ale Americii                                                         |                        |
| Zombies & Cigarettes                            | Rafael Martinez, Iñaki San Román | Aroa Gimeno, Mónica Miranda, María San Miguel                                      | Spania                                                                             | [ 210 ]                |
| Zombieland                                      | Ruben Fleischer | Woody Harrelson, Jesse Eisenberg, Emma Stone                                       | Statele Unite ale Americii                                                         | Comedy horror          |
| Zone of the Dead                                | Milan Konjević, Milan Todorović |                                                                                    | Serbia · Italia · Spania                                                           | [ 212 ]                |